# سيسي سبيسك
ماري إليزابيث «سيسي» سبيسك (بالإنجليزية: Sissy Spacek) (مواليد 25 ديسمبر عام 1949) ممثلة ومغنية أمريكية. حصلت على جوائز مختلفة، بما في ذلك جائزة الأوسكار وثلاث جوائز الغولدن غلوب وجائزتين اختيار النقاد للأفلام وجائزة نقابة ممثلي الشاشة وترشيحات لأربع جوائز الأكاديمية البريطانية للأفلام وثلاث جوائز إيمي برايم تايم وجائزة غرامي. كما حصلت على نجمة في ممر الشهرة في هوليوود.
وُلدت وتربت في تكساس، طمحت سبيسك في البداية إلى العمل كمطربة. في عام 1968، باستخدام اسم «رينبو»، سجلت أغنية واحدة، «جون، لقد ذهبت بعيدًا جدًا هذه المرة». خسرت مبيعات موسيقاها، وأُلغيت من شركة التسجيلات. حولت تركيزها بعد ذلك إلى التمثيل والتسجيل في مسرح ومعهد السينما لي ستراسبيغ. بدأت سبيسك حياتها المهنية في التمثيل في أوائل السبعينيات من القرن الماضي، وظهرت لأول مرة في دور ثانوي في فيلم «النساء في الثورة» (1971) من إنتاج آندي وارهول، وحظيت باهتمام لدورها في فيلم بادلاندز (1973) من إخراج تيرينس ماليك حيث لعبت دور هولي سارغيس.

## حياتها المبكرة
وُلدت سبيسك في 25 ديسمبر عام 1949، في كويتمان بولاية تكساس، ابنة فرجينيا فرانسيس (لقبها قبل الزواج: سبيلمان؛ 18 ديسمبر 1917 - 10 نوفمبر 1981) وإدوين أرنولد سبيسك الأب (3 يوليو 1910 - 7 يناير 2001)، الوكيل الزراعي للمقاطعة. كان والد سبيسك من أصل ثلاثة أرباعه تشيكي (مورافي) وربعه ألماني؛ أجدادها لوالدها هم ماري (سيرفينكا) وأرنولد إيه. سبيسك (الذي شغل منصب عمدة مدينة غرانغر وولاية تكساس في مقاطعة ويليامسون). الممثل ريب تورن ابن عمتها الأول. كانت والدته ثيلما تورن (لقبها قبل الزواج: سبيسك) الشقيقة الكبرى لوالد سيسي، إدوين.
والدة سبيك، التي كانت من أصل إنجليزي وإيرلندي، من وادي ريو غراندي في تكساس. في سن السادسة، قُدمت سبيسك على خشبة المسرح للمرة الأولى، وظهرت في عرض للمواهب المحلية. على الرغم من أن اسمها عند الولادة كان ماري إليزابيث، إلا أنها سُميت دائمًا باسم سيسي من قِبل إخوانها، مما أدى إلى اختيار الاسم اسمًا مسرحيًا لها. التحقت بمدرسة كويتمان الثانوية وسُميت ملكة العودة للوطن في حفلة التخرج.
في عام 1967، تأثرت سبيسك بشكل كبير بوفاة شقيقها المقرب روبي البالغ من العمر 18 عامًا بسبب سرطان الدم عندما كانت في السابعة عشرة من العمر، والذي وصفته بأنه «الحدث الفارق في حياتي كلها». قالت سبيسك إن المأساة الشخصية جعلتها جريئة في مسيرتها التمثيلية: «أعتقد أنها جعلتني جريئة. بمجرد تجربة شيء كهذا، ستكون قادرًا على مواجهة المأساة النهائية. وإذا أمكنك المتابعة، فلا شيء آخر سيخيفك. هذا ما قصدته عن كونها مثل وقود الصواريخ - كنت جريئة بطريقة ما، ربما أعطى هذا المزيد من العمق لعملي لأنني واجهت بالفعل شيئًا عميقًا ومُغيرًا للحياة».

## السيرة السينمائية
بدأت سيسي سبيسك التمثيل بفيلم القطعة الأولي مع لي مارفن عام 1972 وحققت بعض الشهرة في فيلم آراضي رديئة للمخرج ترنس ماليك عام 1973 عن قصة حقيقية لقاتلين مراهقين. ولكن عرفها العالم عام 1976 عندما مثلت فيلم كاري عن قصه ستيفن كينج وإخراج براين دي بالما وهو فيلم رعب لفتاة منطوية ومنبوذة من الكل ولكنها تملك قوة تحريك الأشياء عن بعد، وقد نجح هذا الفيلم نجاحًا كبيرًا، ورُشحت عنه للاوسكار.إلا أن سيسي فازت بالاوسكار عام 1980 عن فيلم إبنة عامل المناجم الذي يحكي قصه كفاح المطربة لوريتا لين من الفقر الشديد إلي الشهرة والغني. ثم مثلت الكثير من الأفلام أشهرها المفقود والنهر وجي اف كي وانفجار من الماضي وسوق الأمهات ومكان لاني وقصة استريت وتل الاعشاب والحلقة (الجزء الثاني) والمنزل الأميركي المسكون وفي غرفه النوم وحازت سيسي علي العديد من الجوائز منها الغولدن غلوب وجائزة إيمي.

## الحياة الشخصية
تزوجت سبيسك من جاك فيسك في العام 1974، لاحقًا، قامت سيسي سبيسك بالتعاون الفني مع زوجها فقام بإخراج فيلم Raggedy Man الذي شاركت سبيسك في بطولته عام 1981، كما قام بإخراج فيلم Violets Are Blue عام 1986 والذي لعبت سبيسك دور البطولة فيه بالتعاون مع الفنان الأمريكي كيفين كلاين، كما رُزقت سبيسك من زوجها فيسك بابنتين هما سكايلر فيسك (وُلدت 8 من يوليو 1982) وماديسون فيسك (وُلدت 21 من سبتمبر 1988).

## الأعمال
- كاري (1976)
- القصة المستقيمة (1999)

## روابط خارجية
- سيسي سبيسك على موقع IMDb (الإنجليزية)
- سيسي سبيسك على موقع الموسوعة البريطانية (الإنجليزية)
- سيسي سبيسك على موقع روتن توميتوز (الإنجليزية)
- سيسي سبيسك على موقع مونزينجر (الألمانية)
- سيسي سبيسك على موقع ألو سيني (الفرنسية)
- سيسي سبيسك على موقع ميوزك برينز (الإنجليزية)
- سيسي سبيسك على موقع تيرنر كلاسيك موفيز (الإنجليزية)
- سيسي سبيسك على موقع أول موفي (الإنجليزية)
- سيسي سبيسك على موقع قاعدة بيانات الأفلام السويدية (السويدية)
- سيسي سبيسك على موقع إن إن دي بي (الإنجليزية)